# Marcus Iunius Brutus
Marcus Iunius Brutus (85 př. n. l. – 23. října 42 př. n. l.) byl římský politik, zastánce republikánského zřízení a jeden z iniciátorů spiknutí proti diktátoru Gaiu Iuliu Caesarovi. Pocházel ze slavného římského rodu Juniů, který se významně podílel na svržení římských králů a nastolení republiky, jeho členem, tedy i Marcovým příbuzným, byl například Lucius Iunius Brutus.
Brutus byl dlouhá léta Caesarovým blízkým přítelem. Roku 44 př. n. l. mu Caesar svěřil úřad městské praetury. Brutus však byl zastáncem republikánského zřízení, jež bylo v té době ve vážné krizi, kterou ještě prohlubovaly snahy Caesara po monarchistické vládě. To bylo důvodem Brutovy účasti na spiknutí proti diktátorovi, jemuž se postavil do čela. Na Caesarově zavraždění v březnu 44 př. n. l. se podílel osobně. Poté odešel do Malé Asie, aby tu shromáždil vojsko k boji s Caesarovými přívrženci. Roku 42 př. n. l. byl poražen Marcem Antoniem a Octavianem u Filipp. Po prohrané bitvě spáchal sebevraždu. Autorem Brutova životopisu je Plútarchos.

## Galerie

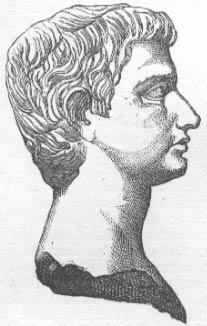
Marcus Iunius Brutus